# 99861 Tscharnuter
99861 Tscharnuter este un asteroid din centura principală de asteroizi.

## Descriere
99861 Tscharnuter este un asteroid din centura principală de asteroizi. A fost descoperit pe 29 iulie 2002 la Observatorul Palomar de Sebastian F. Hönig. Asteroidul prezintă o orbită caracterizată de o semiaxă mare de 2,86 ua, o excentricitate de 0,05 și o înclinație de 3,3° în raport cu ecliptica.